# Nati l'8 agosto

## XI secolo(1)
- 1079 - Horikawa, imperatore giapponese († 1107)

## XIV secolo(1)
- 1306 - Rodolfo II del Palatinato, conte tedesco († 1353)

## XV secolo(1)
- 1492 - Matteo Tafuri, filosofo e medico italiano († 1584)

## XVI secolo(7)
- 1501 - Afonso Álvares, architetto portoghese († 1580)
- 1518 - Conrad Lycosthenes, umanista e enciclopedista francese († 1561)
- 1558 - George Clifford, III conte di Cumberland, politico e corsaro inglese († 1605)
- 1560 - Pietro Durazzo, doge († 1631)
- 1578 - Matteo Rosselli, pittore italiano († 1650)
- 1582 - Ciriaco Rocci, cardinale e arcivescovo cattolico italiano († 1651)
- 1589 - Carlo Filago, organista e compositore italiano († 1644)

## XVII secolo(14)
- 1601 - Pelagius Schläpfer, politico svizzero († 1680)
- 1604 - François de Rouxel de Médavy, arcivescovo cattolico francese († 1691)
- 1605 - Cæcilius Calvert, politico britannico († 1675)
- 1609 - Louis Boullogne, pittore e incisore francese († 1674)
- 1644 - Friedrich Christian von Plettenberg, vescovo cattolico tedesco († 1706)
- 1646 - Godfrey Kneller, artista e pittore tedesco († 1723)
- 1651 - Pietro Domenico Bartoloni, letterato italiano
- 1655 - Michelangelo Tilli, medico e botanico italiano († 1740)
- 1661 - Johann Matthias von der Schulenburg, militare, mecenate e collezionista d'arte tedesco († 1747)
- 1663 - Nicola Malinconico, pittore italiano († 1726)
- 1669 - Alberto Ernesto II di Oettingen-Oettingen, nobile tedesco († 1731)
- 1691 - Paolo della Silva y Rido, nobile, politico e giurista italiano († 1789)
- 1694 - Francis Hutcheson, filosofo irlandese († 1746)
- 1696 - Jean Girard, musicista francese († 1765)

## XVIII secolo(34)
- 1705 - Gustaaf Willem van Imhoff, politico olandese († 1750)
- 1706 - Horace Mann, ambasciatore britannico († 1786)
- 1709 - Ernesto Luigi II di Sassonia-Meiningen, duca tedesco († 1729)
- 1709 - Johann Georg Gmelin, botanico e esploratore tedesco († 1755)
- 1709 - Tokugawa Ietsugu, militare giapponese († 1716)
- 1732 - Johann Christoph Adelung, linguista tedesco († 1806)
- 1734 - Federico Augusto di Anhalt-Zerbst, nobile tedesco († 1793)
- 1736 - Lorenzo Tiepolo, pittore e incisore italiano († 1776)
- 1739 - Sante Cattaneo, pittore italiano († 1819)
- 1746 - Hieronymus van Alphen, poeta e scrittore olandese († 1803)
- 1748 - Antonio Codronchi, arcivescovo cattolico italiano († 1826)
- 1748 - Johann Friedrich Gmelin, biologo, botanico e entomologo tedesco († 1804)
- 1753 - Matvej Ivanovič Platov, generale russo († 1818)
- 1753 - José Justo Salcedo y Arauco, ammiraglio spagnolo († 1825)
- 1754 - Francesco Maria De Luca, religioso e arcivescovo cattolico italiano († 1839)
- 1754 - Luigi Marchesi, cantante castrato italiano († 1829)
- 1758 - Friedrich Georg Weitsch, pittore tedesco († 1828)
- 1762 - Giovanni Battista Monteggia, chirurgo italiano († 1815)
- 1763 - Charles Bulfinch, architetto statunitense († 1844)
- 1768 - Karl Georg Albrecht Ernst von Hake, generale prussiano († 1835)
- 1768 - Johann Gottfried Langermann, psichiatra tedesco († 1832)
- 1770 - Charles Marie de Beaumont d'Autichamp, militare francese († 1859)
- 1771 - Ernesto Costantino d'Assia-Philippsthal, nobile († 1849)
- 1771 - Bernardo Ripa di Meana, nobile italiano († 1830)
- 1776 - Nikolaj Aleksandrovič Chvostov, navigatore russo († 1809)
- 1778 - Stefano Gasse, architetto e urbanista italiano († 1840)
- 1779 - Henry Howard, XIII conte di Suffolk, nobile britannico († 1779)
- 1779 - Benjamin Silliman, chimico statunitense († 1864)
- 1784 - Camillo Ugoni, letterato e patriota italiano († 1855)
- 1786 - Bengt Erland Fogelberg, scultore svedese († 1854)
- 1786 - George Sutherland-Leveson-Gower, II duca di Sutherland, nobile e politico inglese († 1861)
- 1794 - Francesco Puccinotti, letterato, filosofo e medico italiano († 1872)
- 1797 - Joseph-Nicolas Robert-Fleury, pittore francese († 1890)
- 1799 - Nathaniel Palmer, navigatore e esploratore statunitense († 1877)

## XIX secolo(167)
- 1805 - Salvatore Murena, magistrato e politico italiano († 1867)
- 1805 - Friedrich Wasmann, pittore tedesco († 1886)
- 1807 - Emilie Flygare-Carlén, scrittrice svedese († 1892)
- 1809 - Ljudevit Gaj, politico, linguista e scrittore croato († 1872)
- 1811 - Enrico Cialdini, nobile, generale e diplomatico italiano († 1892)
- 1813 - Celestino Gastaldetti, politico italiano
- 1813 - Franziska Kinsky von Wchinitz und Tettau, contessa austriaca († 1881)
- 1813 - Vincenzo Malenchini, militare e politico italiano († 1881)
- 1814 - Marco Treves, architetto e ingegnere italiano († 1898)
- 1814 - Alexander Willem Michiel van Hasselt, medico, ufficiale e naturalista olandese († 1902)
- 1816 - Filippo Parlatore, botanico italiano († 1877)
- 1816 - Charles West, medico britannico († 1898)
- 1818 - Domenico Giuli, politico italiano († 1892)
- 1818 - Joseph Roumanille, poeta e scrittore francese († 1891)
- 1818 - Gavino Scano, politico e giurista italiano († 1898)
- 1819 - Guglielmo Alberto di Montenuovo, principe italiano († 1895)
- 1820 - Julius Stern, docente e compositore tedesco († 1883)
- 1822 - George Stoneman, generale e politico statunitense († 1894)
- 1823 - Théodule Ribot, pittore e incisore francese († 1891)
- 1824 - Ernesto Carlo d'Asburgo-Lorena, nobile († 1899)
- 1824 - Maria d'Assia-Darmstadt, imperatrice († 1880)
- 1825 - Giovan Battista Filippo Basile, architetto italiano († 1891)
- 1825 - Victor Jamaer, architetto belga († 1902)
- 1825 - Alajos Károlyi, diplomatico e nobile austriaco († 1889)
- 1826 - Carlo Felice Nicolis, conte di Robilant, diplomatico, generale e politico italiano († 1888)
- 1827 - Ernesto Hilcken Ferragni, avvocato e patriota italiano († 1882)
- 1828 - Bernhard von Poten, ufficiale e scrittore tedesco († 1910)
- 1829 - Lucien-Anatole Prévost-Paradol, giornalista e saggista francese († 1870)
- 1830 - Camillo Casarini, politico e patriota italiano († 1874)
- 1830 - Adolf Holm, storico e archeologo tedesco († 1900)
- 1831 - Nikolaj Nikolaevič Romanov, nobile russo († 1891)
- 1832 - Léon Gautier, storico della letteratura, paleografo e archivista francese († 1897)
- 1832 - Giorgio di Sassonia, re († 1904)
- 1833 - Karl Klaus von der Decken, esploratore tedesco († 1865)
- 1833 - Francesco Ghetaldi-Gondola, politico dalmata († 1899)
- 1835 - Luigi Bailo, presbitero italiano († 1932)
- 1835 - Ettore De Champs, compositore e pianista italiano († 1905)
- 1835 - Maria Maddalena De Lellis, brigante italiana († 1908)
- 1836 - Johann Georg Noel Dragendorff, chimico e farmacista tedesco († 1898)
- 1837 - Marcello De Mari, politico italiano († 1913)
- 1837 - Victor Sieg, compositore e organista francese († 1899)
- 1839 - Otto Finsch, etnografo, naturalista e esploratore tedesco († 1917)
- 1839 - Nelson Miles, generale statunitense († 1925)
- 1840 - Ermanno Mosterts, imprenditore e dirigente d'azienda tedesco († 1922)
- 1844 - Luigi Cavenaghi, restauratore e pittore italiano († 1918)
- 1844 - Nagai Nagayoshi, farmacista giapponese († 1929)
- 1845 - William Barlow, mineralogista inglese († 1934)
- 1845 - Luigi Augusto di Sassonia-Coburgo-Koháry, principe († 1907)
- 1846 - Alfred Mathieu Giard, zoologo francese († 1908)
- 1847 - Antonio De Zolt, matematico italiano († 1926)
- 1848 - Henry Jenner, linguista britannico († 1934)
- 1849 - Henri Cordier, linguista, storico e scrittore francese († 1925)
- 1849 - Hume Nisbet, scrittore e romanziere scozzese († 1923)
- 1849 - Vera Zasulič, rivoluzionaria russa († 1919)
- 1851 - Jules Lagneau, insegnante e filosofo francese († 1894)
- 1852 - Désiré-Maurice Ferrary, scultore francese († 1904)
- 1852 - Yosep Emmanuel II Thoma, vescovo cattolico e patriarca cattolico iracheno († 1947)
- 1853 - Gian Stefano Cremaschi, scrittore italiano († 1935)
- 1853 - Gabriel Gustafson, archeologo svedese († 1915)
- 1853 - Johann Niederwieser, alpinista austriaca († 1902)
- 1854 - Carlo Fisogni, politico e tiratore a segno italiano († 1936)
- 1856 - F. Anstey, scrittore e giornalista britannico († 1934)
- 1857 - Cécile Chaminade, pianista e compositrice francese († 1944)
- 1857 - Henry Fairfield Osborn, paleontologo statunitense († 1935)
- 1857 - Herbert Weir Smyth, letterato statunitense († 1937)
- 1859 - Henry Gauthier-Villars, scrittore francese († 1931)
- 1859 - Adolf Just, medico tedesco († 1936)
- 1859 - Pablo Riccheri, militare argentino († 1936)
- 1860 - Hans Grässel, architetto tedesco († 1939)
- 1861 - William Bateson, genetista britannico († 1926)
- 1861 - Luis Menéndez Pidal, pittore e decoratore spagnolo († 1932)
- 1864 - Charles Moisson, francese († 1943)
- 1864 - Giuseppe Pennella, generale italiano († 1925)
- 1865 - Robert Haab, politico svizzero († 1939)
- 1865 - Alfredo Rodrigues Gaspar, politico portoghese († 1938)
- 1866 - Matthew Henson, esploratore statunitense († 1955)
- 1867 - Louise Lester, attrice statunitense († 1952)
- 1868 - Giovanni Celesia di Vegliasco, avvocato e politico italiano († 1948)
- 1868 - John Cusack, politico e imprenditore australiano († 1956)
- 1870 - John Steppling, attore e regista tedesco († 1932)
- 1871 - Sam Appel, attore messicano († 1947)
- 1871 - Edward Eugene Lyon, militare statunitense († 1931)
- 1872 - Domenico Quattrociocchi, pittore italiano († 1941)
- 1872 - Ferdinand Quénisset, astronomo francese († 1951)
- 1874 - Vladimir Bazarov, giornalista, scrittore e filosofo russo († 1939)
- 1874 - Tristan Klingsor, scrittore, pittore e critico d'arte francese († 1966)
- 1875 - Stanley Venn Ellis, militare e marinaio britannico († 1916)
- 1875 - Prithvi del Nepal, re nepalese († 1911)
- 1875 - Artur Bernardes, avvocato e politico brasiliano († 1955)
- 1876 - Bertram Brooke, nobile malese († 1965)
- 1877 - Walter Bauer, teologo, lessicografo e grecista tedesco († 1960)
- 1877 - Aleksandr Alekseevič Chanžonkov, produttore cinematografico russo († 1945)
- 1877 - Henry Otto, attore, regista e sceneggiatore statunitense († 1952)
- 1878 - Johann Georg von Dewitz, diplomatico e politico tedesco († 1958)
- 1878 - Marco Fanno, economista italiano († 1965)
- 1879 - Tehaapapa III, regina († 1917)
- 1879 - Carl Svensson, tiratore di fune e sollevatore svedese († 1956)
- 1879 - Hisaichi Terauchi, generale giapponese († 1946)
- 1879 - Emiliano Zapata, rivoluzionario, anarchico e generale messicano († 1919)
- 1880 - Henri Aldebert, giocatore di curling e bobbista francese († 1961)
- 1880 - Edward Coxen, attore britannico († 1954)
- 1880 - Ljubov' Nikolaevna Egorova, ballerina russa († 1972)
- 1880 - Earle Page, politico australiano († 1961)
- 1880 - Fred Groves, attore inglese († 1955)
- 1880 - Olga Samaroff, pianista, docente e critica musicale statunitense († 1948)
- 1880 - Paul Schwenk, politico tedesco († 1960)
- 1880 - Fred Warburton, allenatore di calcio e calciatore inglese († 1948)
- 1880 - Domenico Zappettini, pittore e decoratore italiano († 1918)
- 1881 - Paul Ludwig Ewald von Kleist, generale tedesco († 1954)
- 1881 - Garfield MacDonald, triplista, lunghista e altista canadese († 1951)
- 1882 - Salvatore Cafiero, attore teatrale, commediografo e comico italiano († 1965)
- 1882 - François Piétri, politico, storico e militare francese († 1966)
- 1883 - Kenji Doihara, generale giapponese († 1948)
- 1883 - Vincenzo Lombard, generale e politico italiano († 1968)
- 1883 - Olga Resnevič Signorelli, giornalista, biografa e traduttrice russa († 1973)
- 1884 - John Allan, numismatico britannico († 1955)
- 1884 - Donato Leone, avvocato, giornalista e politico italiano († 1962)
- 1884 - Sara Teasdale, poetessa statunitense († 1933)
- 1885 - Karl August Luther, velocista svedese († 1962)
- 1885 - Gaetano Miolato, pittore italiano († 1965)
- 1885 - Edmund Moeller, scultore tedesco († 1958)
- 1886 - Pietro Alessandro Yon, organista e compositore italiano († 1943)
- 1887 - Ullrich Haupt, attore tedesco († 1931)
- 1887 - Malcolm Keen, attore inglese († 1970)
- 1887 - Esmé Percy, attore e regista britannico († 1957)
- 1888 - Hans von Rosen, cavaliere svedese († 1952)
- 1889 - Oronzo Massari, politico e avvocato italiano († 1967)
- 1889 - Joseph V. McKee, politico e insegnante statunitense († 1956)
- 1889 - Benjamin Solari Parravicini, pittore, gallerista e astrologo argentino († 1974)
- 1889 - Ottavio Steffenini, pittore italiano († 1971)
- 1890 - Rhoda de Bellegarde de Saint Lary, tennista italiana († 1918)
- 1890 - Beatrice Van, attrice e sceneggiatrice statunitense († 1983)
- 1891 - Willy Bohlander, pallanuotista olandese († 1939)
- 1891 - André Boillot, pilota automobilistico francese († 1932)
- 1891 - Adolf Busch, violinista e compositore tedesco († 1952)
- 1891 - Maria Carena, cantante lirica italiana († 1966)
- 1891 - Guy D'Oyly-Hughes, ufficiale inglese († 1940)
- 1891 - Shmuel Dayan, politico israeliano († 1968)
- 1891 - Vivian Forbes, pittore inglese († 1937)
- 1892 - Lennart Oesch, generale finlandese († 1978)
- 1892 - Secondo Polazzo, funzionario italiano († 1954)
- 1892 - Walter Poppe, generale tedesco († 1968)
- 1893 - Lev Gillet, religioso, filosofo e storico francese († 1980)
- 1894 - Giuseppina Biggiogero Masotti, matematica italiana († 1977)
- 1894 - John C. B. Firth, aviatore inglese († 1931)
- 1894 - Zara Prima, cantante italiana († 1966)
- 1895 - Aimé Giral, rugbista a 15 francese († 1915)
- 1895 - Jean Navarre, militare e aviatore francese († 1919)
- 1895 - Vittorio Zorzoli, calciatore italiano († 1962)
- 1895 - Bruno de Solages, presbitero francese († 1983)
- 1896 - Herbert Karlsson, calciatore svedese († 1952)
- 1896 - Pietro Mannelli, generale italiano († 1972)
- 1896 - Marjorie Kinnan Rawlings, scrittrice statunitense († 1953)
- 1897 - Alfio Berretta, giornalista, scrittore e commediografo italiano († 1977)
- 1897 - Rashel Novikoff, attrice statunitense († 1980)
- 1898 - Paul Belmondo, scultore francese († 1982)
- 1898 - Theodor Brinek, allenatore di calcio e calciatore austriaco († 1974)
- 1898 - Erwin Kern, militare e assassino tedesco († 1922)
- 1898 - Lino Lolla, calciatore italiano
- 1898 - Costante Longhi, calciatore italiano
- 1899 - Viggo Jørgensen, calciatore danese († 1986)
- 1899 - Victor Young, compositore statunitense († 1956)
- 1900 - Luigi Erminio D'Olivo, attore italiano († 1973)
- 1900 - Eugen Dollmann, militare, diplomatico e agente segreto tedesco († 1985)
- 1900 - Alexis Minotis, attore e regista greco († 1990)
- 1900 - Jimmy Ruffell, calciatore inglese († 1989)
- 1900 - Robert Siodmak, regista e sceneggiatore tedesco († 1973)

## XX secolo(963)
- 1901 - Alfredo Ambrosi, pittore italiano († 1945)
- 1901 - Nina Nikolaevna Berberova, scrittrice russa († 1993)
- 1901 - Ernest Orlando Lawrence, fisico statunitense († 1958)
- 1901 - Mario Lauro Pietrosanti, politico italiano († 1958)
- 1901 - Giuseppe Roda, politico italiano († 1996)
- 1902 - Mario Allara, giurista italiano († 1973)
- 1902 - Paul Dirac, fisico britannico († 1984)
- 1902 - Guerrino Lenarduzzi, medico e radiologo italiano († 1985)
- 1903 - Ambrogio Donini, politico e storico italiano († 1991)
- 1903 - Dayton Lummis, attore statunitense († 1988)
- 1903 - Mahmud Muntasser, politico libico († 1970)
- 1903 - Arturo Robba, politico italiano († 1986)
- 1904 - Gioacchino Dolci, disegnatore, antifascista e imprenditore italiano († 1991)
- 1904 - Ciriaco Errasti, calciatore spagnolo († 1984)
- 1904 - Mauro Fenoglio, calciatore italiano († 1980)
- 1904 - Mary Kid, attrice tedesca († 1988)
- 1904 - Clemente Lampioni, partigiano italiano († 1944)
- 1904 - Renato Malavasi, attore italiano († 1998)
- 1904 - Václav Morávek, generale e partigiano cecoslovacco († 1942)
- 1904 - Achille Varzi, pilota motociclistico e pilota automobilistico italiano († 1948)
- 1905 - Luigi Bosatra, marciatore italiano († 1981)
- 1905 - Ugo Ferrazzi, calciatore italiano († 1978)
- 1905 - André Jolivet, compositore francese († 1974)
- 1905 - Siegfried Lerdon, schermidore tedesco († 1964)
- 1906 - Enrico Griffith, attivista italiano († 1930)
- 1906 - Christiane Moreau, cestista e pallamanista francese († 2000)
- 1906 - António Roquete, calciatore portoghese († 1995)
- 1907 - Giuseppe Ardinghi, pittore italiano († 2007)
- 1907 - Doris Baker, attrice statunitense († 1998)
- 1907 - Augusts Baraks, calciatore lettone († 1969)
- 1907 - Benny Carter, sassofonista, trombettista e arrangiatore statunitense († 2003)
- 1907 - James Flynn, schermidore statunitense († 2000)
- 1908 - Emilio Flores Márquez, supercentenario portoricano († 2021)
- 1908 - Arthur Goldberg, politico e giurista statunitense († 1990)
- 1908 - Yoneichi Miyazaki, lottatore giapponese
- 1908 - Ford Rainey, attore statunitense († 2005)
- 1908 - Conrado Ross, calciatore e allenatore di calcio uruguaiano († 1970)
- 1908 - Chivu Stoica, politico rumeno († 1975)
- 1909 - Bruno De Santis, calciatore italiano († 1944)
- 1909 - Elio Loschi, allenatore di calcio e calciatore italiano
- 1909 - Charles Lyttelton, X visconte Cobham, ufficiale e politico britannico († 1977)
- 1909 - René Mugica, attore, regista e sceneggiatore argentino († 1998)
- 1909 - Takaji Takebayashi, nuotatore e pallanuotista giapponese († 1995)
- 1910 - Rúhíyyih Khanum, canadese († 2000)
- 1910 - Lucky Millinder, cantante statunitense († 1966)
- 1910 - Jimmy Murphy, calciatore e allenatore di calcio gallese († 1989)
- 1910 - Sylvia Sidney, attrice statunitense († 1999)
- 1910 - Katherine Oppenheimer, biologa e botanica tedesca († 1972)
- 1910 - John Yudkin, biochimico e fisiologo inglese († 1995)
- 1911 - Rosetta LeNoire, attrice statunitense († 2002)
- 1911 - Gian Mario Pollero, pittore italiano († 1985)
- 1911 - Philippe de Scitivaux, ammiraglio e aviatore francese († 1986)
- 1911 - Herwig Walter, attore tedesco († 1986)
- 1912 - Daniel Mann, regista statunitense († 1991)
- 1912 - Natalija Dudinskaja, ballerina sovietica († 2003)
- 1912 - Irena Jaśnikowska, discobola, giavellottista e cestista polacca († 1974)
- 1912 - Marco Novaro, velista italiano († 1993)
- 1912 - Roberto Sbarra, calciatore argentino († 2000)
- 1913 - Michele Cifarelli, politico italiano († 1998)
- 1913 - Giuseppe Ferrari, calciatore italiano († 1943)
- 1913 - Swede Roos, cestista e allenatore di pallacanestro statunitense († 1979)
- 1913 - Robert Stafford, politico statunitense († 2006)
- 1913 - Axel Stordahl, arrangiatore statunitense († 1963)
- 1914 - Alberto Barbieri, calciatore italiano († 2005)
- 1914 - Giorgio Buchner, archeologo tedesco († 2005)
- 1914 - Arturo D'Onofrio, presbitero italiano († 2006)
- 1914 - Unity Mitford, nobildonna inglese († 1948)
- 1914 - Giuliana Stramigioli, imprenditrice e iamatologa italiana († 1988)
- 1914 - Albert Tadros, cestista egiziano († 1993)
- 1914 - Román Viñoly Barreto, regista e sceneggiatore uruguaiano († 1970)
- 1915 - Mathias Clemens, ciclista su strada, ciclocrossista e pistard lussemburghese († 2001)
- 1915 - Mickey Fox, attrice statunitense († 1988)
- 1915 - Gino Frascari, calciatore italiano († 1937)
- 1915 - Ignazio Petrone, politico italiano († 1981)
- 1915 - José Manuel Rodríguez Delgado, docente e neurofisiologo spagnolo († 2011)
- 1915 - María Rostworowski, storica peruviana († 2016)
- 1915 - Sam Stoller, velocista e lunghista statunitense († 1985)
- 1915 - Maurice Teynac, attore francese († 1992)
- 1916 - Shigeo Arai, nuotatore giapponese († 1944)
- 1916 - Luis Barbero, attore spagnolo († 2005)
- 1916 - Gilles Martinet, giornalista, partigiano e politico francese († 2006)
- 1916 - Oreste Menighetti, calciatore italiano († 1997)
- 1916 - Basilio Nieto, calciatore spagnolo († 2007)
- 1917 - Alvaro Bari, aviatore e partigiano italiano († 1944)
- 1917 - Earl Cameron, attore britannico († 2020)
- 1917 - Lee Case, pallanuotista statunitense († 1984)
- 1917 - Alfredo Diotalevi, calciatore italiano († 2006)
- 1917 - Anne Francine, attrice statunitense († 1999)
- 1917 - François de Geoffre, aviatore, militare e scrittore francese († 1970)
- 1918 - John Barr, cestista statunitense († 2002)
- 1918 - Doodie Bloomfield, cestista canadese († 1950)
- 1918 - Bill Jackson, cestista irlandese († 1985)
- 1918 - Katsuya Miyahira, artista marziale e karateka giapponese († 2010)
- 1918 - André Riou, allenatore di calcio francese († 2005)
- 1919 - Dino De Laurentiis, produttore cinematografico italiano († 2010)
- 1919 - Samuel Pearson Goddard Jr., politico statunitense († 2006)
- 1920 - Edoardo Balduzzi, psichiatra italiano († 2013)
- 1920 - Fred Campbell, cestista, allenatore di pallacanestro e giocatore di baseball statunitense († 2008)
- 1920 - Leo Chiosso, autore televisivo e drammaturgo italiano († 2006)
- 1920 - Alfred Hause, violinista, arrangiatore e direttore d'orchestra tedesco († 2005)
- 1920 - Marino di Teana, scultore italiano († 2012)
- 1920 - Jerónimo José Podestá, vescovo cattolico argentino († 2000)
- 1920 - Iginio Rigato, arbitro di calcio italiano († 1993)
- 1920 - Jimmy Witherspoon, cantante statunitense († 1997)
- 1921 - William Asher, regista, sceneggiatore e produttore cinematografico statunitense († 2012)
- 1921 - Matilde Cassin, partigiana e attivista italiana († 2006)
- 1921 - Carlo Manfredini, calciatore italiano
- 1921 - Nullo Minissi, filologo, slavista e linguista italiano († 2024)
- 1921 - David Pears, filosofo inglese († 2009)
- 1921 - Ermanno Pignatti, sollevatore italiano († 1995)
- 1921 - Esther Williams, nuotatrice e attrice statunitense († 2013)
- 1921 - Lê Quang Đạo, generale e politico vietnamita († 1999)
- 1922 - Rory Calhoun, attore statunitense († 1999)
- 1922 - Rudi Gernreich, stilista austriaco († 1985)
- 1922 - Alberto Granado, biologo e scrittore argentino († 2011)
- 1922 - Kenneth Carroll Parkes, ornitologo statunitense († 2007)
- 1922 - Domenico Rosa Rosa, dirigente sportivo italiano († 2005)
- 1923 - Antonio Quarracino, cardinale e arcivescovo cattolico italiano († 1998)
- 1923 - Laṭīfa al-Zayyāt, scrittrice e attivista egiziana († 1996)
- 1924 - Franco Balestra, pallonista italiano († 2011)
- 1924 - Valentin Michajlovič Borisov, linguista e aforista russo († 1987)
- 1924 - Édouard Jaguer, poeta e critico d'arte francese († 2006)
- 1924 - Alfredo Mancinelli, allenatore di calcio italiano († 2005)
- 1924 - Nikolaj Sologubov, hockeista su ghiaccio sovietico († 1988)
- 1925 - Ernst Badian, storico austriaco († 2011)
- 1925 - Alvaro Cerasani, ex pugile italiano
- 1925 - Alija Izetbegović, attivista, avvocato e filosofo bosniaco († 2003)
- 1925 - Ferdinando Orlandi, attore italiano († 1991)
- 1925 - Mario Russo, pittore italiano († 2000)
- 1925 - Ginny Tyler, doppiatrice statunitense († 2012)
- 1925 - Arnaldo Verri, giornalista italiano († 2013)
- 1925 - Anselmo Zurlo, medico e politico italiano († 2015)
- 1926 - Silvio Amadio, regista e sceneggiatore italiano († 1995)
- 1926 - Richard Anderson, attore statunitense († 2017)
- 1926 - Piero Drogo, pilota automobilistico italiano († 1973)
- 1926 - Edmond Acar, imprenditore libanese († 2014)
- 1926 - Urbie Green, trombonista statunitense († 2018)
- 1926 - Al'bert Sarkisovič Mkrtčjan, regista sovietico († 2007)
- 1926 - Alexander Nadson, presbitero bielorusso († 2015)
- 1926 - Pavlo Vasylyk, vescovo cattolico ucraino († 2004)
- 1927 - Mario Abbate, cantante e attore italiano († 1981)
- 1927 - Bill Bertka, allenatore di pallacanestro e dirigente sportivo statunitense
- 1927 - Aureliano Brandolini, agronomo italiano († 2008)
- 1927 - Bruno Caruso, pittore, disegnatore e incisore italiano († 2018)
- 1927 - Des Cohen, nuotatore e pallanuotista sudafricano († 2012)
- 1927 - Svjatoslav Nikolaevič Fëdorov, medico e politico russo († 2000)
- 1927 - Bill Gadsby, hockeista su ghiaccio canadese († 2016)
- 1927 - Jurij Kazakov, scrittore sovietico († 1982)
- 1927 - Basil Kirchin, batterista e compositore inglese († 2005)
- 1927 - Giampaolo Medda, hockeista su prato italiano († 2017)
- 1927 - Giuseppe Moioli, canottiere italiano († 2025)
- 1927 - Vincenzo Reverchon, calciatore italiano († 2016)
- 1927 - Giuseppe Taliercio, ingegnere e dirigente d'azienda italiano († 1981)
- 1927 - Frank Traynor, musicista australiano († 1985)
- 1927 - Carlo Valentino, generale e dirigente sportivo italiano († 2016)
- 1928 - Richard Adama, ex ballerino e coreografo statunitense
- 1928 - Edip Cansever, poeta turco († 1986)
- 1928 - Simón Díaz, cantante e compositore venezuelano († 2014)
- 1928 - Lord Alfred Hayes, wrestler britannico († 2005)
- 1928 - Tom Reese, attore statunitense († 2017)
- 1928 - François Remetter, calciatore francese († 2022)
- 1929 - Ronnie Biggs, criminale e cantante britannico († 2013)
- 1929 - José Luis Borau, regista e sceneggiatore spagnolo († 2012)
- 1929 - Gudrun Burwitz, tedesca († 2018)
- 1929 - Francesco Da Prato, politico italiano († 2010)
- 1929 - Leoncio Evita Enoy, scrittore equatoguineano († 1996)
- 1929 - Luis García Meza Tejada, generale e politico boliviano († 2018)
- 1929 - Gianni Sbarra, scenografo italiano († 2015)
- 1929 - Josef Suk, violinista e violista ceco († 2011)
- 1930 - Ugo Amicosante, tiratore a segno italiano († 2019)
- 1930 - John Joseph Leibrecht, vescovo cattolico statunitense
- 1930 - Joan Mondale, artista e politica statunitense († 2014)
- 1930 - Terry Nation, sceneggiatore gallese († 1997)
- 1930 - Jerry Tarkanian, allenatore di pallacanestro statunitense († 2015)
- 1931 - Rika Dialina, attrice greca
- 1931 - Roger Penrose, matematico, fisico e cosmologo britannico
- 1932 - Gaudenzio Bernasconi, calciatore e allenatore di calcio italiano († 2023)
- 1932 - John Culver, politico statunitense († 2018)
- 1932 - Enrico Lucherini, imprenditore italiano († 2025)
- 1932 - Togo Palazzi, cestista e allenatore di pallacanestro statunitense († 2022)
- 1932 - Alessandro Plotti, arcivescovo cattolico italiano († 2015)
- 1932 - Stefano Raise, calciatore italiano († 2008)
- 1932 - Mel Tillis, cantante statunitense († 2017)
- 1933 - Hachiro Arakawa, ex pallanuotista giapponese
- 1933 - Carmine Persico, mafioso statunitense († 2019)
- 1933 - Gaetano Pompa, pittore, scultore e incisore italiano († 1998)
- 1934 - John Aron, tenore australiano († 1994)
- 1934 - William Cleary, ex hockeista su ghiaccio statunitense
- 1934 - Rod Dana, attore statunitense
- 1934 - Julian Dixon, politico statunitense († 2000)
- 1934 - Gianni Flamini, giornalista, scrittore e storico italiano († 2025)
- 1934 - Cláudio Hummes, cardinale, arcivescovo cattolico e teologo brasiliano († 2022)
- 1934 - Antonio Vacca, vescovo cattolico italiano († 2020)
- 1934 - Antonína Záchvějová, cestista cecoslovacca († 2018)
- 1935 - Giuseppe Amoroso, critico letterario e storico della letteratura italiano († 2024)
- 1935 - Donald P. Bellisario, autore televisivo e produttore televisivo statunitense
- 1935 - Toñín Casillas, ex cestista portoricano
- 1935 - Arquímedes Herrera, velocista venezuelano († 2013)
- 1935 - Jane Dee Hull, politica statunitense († 2020)
- 1935 - Freek van der Lee, calciatore olandese († 2020)
- 1935 - Maurice Lever, storico francese († 2006)
- 1935 - Ron Marlenee, politico statunitense († 2020)
- 1935 - Giovanni Memola, politico italiano
- 1935 - Enrico Pasini, pianista, organista e compositore italiano († 2022)
- 1935 - Joe Tex, cantante e rapper statunitense († 1982)
- 1936 - Benedetta Bianchi Porro, italiana († 1964)
- 1936 - Frank Howard, giocatore di baseball, allenatore di baseball e cestista statunitense († 2023)
- 1937 - Jorge Cafrune, cantante argentino († 1978)
- 1937 - Italo Galbiati, allenatore di calcio e calciatore italiano († 2023)
- 1937 - Tom Georgeson, attore inglese
- 1937 - Dustin Hoffman, attore statunitense
- 1937 - Bruno Lauzi, cantautore, compositore e cabarettista italiano († 2006)
- 1937 - Louis Neefs, cantante belga († 1980)
- 1937 - Luigi Saraceni, magistrato, avvocato e politico italiano († 2024)
- 1937 - Rodolfo Viola, pittore italiano
- 1937 - Cornelis Vreeswijk, cantautore olandese († 1987)
- 1937 - Bent Wolmar, calciatore danese († 2024)
- 1938 - Jack Baldwin, chimico britannico († 2020)
- 1938 - Marcia Lewis, attrice e cantante statunitense († 2010)
- 1938 - Enzo Lombardo, statistico italiano († 2005)
- 1938 - Remo Pullica, allenatore di calcio e calciatore italiano († 2020)
- 1938 - Connie Stevens, attrice e cantante statunitense
- 1938 - Aurel Zahan, pallanuotista rumeno († 2010)
- 1939 - Luciana Civico, sportiva italiana
- 1939 - Ermanno Corsi, giornalista e scrittore italiano († 2025)
- 1939 - Michael Patrick Driscoll, vescovo cattolico statunitense († 2017)
- 1939 - David Ray Griffin, filosofo e scrittore statunitense († 2022)
- 1939 - Chakib Khelil, politico algerino
- 1939 - Lamberto Leonardi, allenatore di calcio e calciatore italiano († 2021)
- 1939 - Denny Moyer, pugile statunitense († 2010)
- 1939 - Manfred Seissler, ex calciatore e allenatore di calcio tedesco
- 1939 - Aleksej Simonov, regista sovietico
- 1939 - Viorica Viscopoleanu, ex lunghista rumena
- 1940 - Just Jaeckin, regista, fotografo e gallerista francese († 2022)
- 1940 - Robert Margouleff, produttore discografico e tecnico del suono statunitense
- 1940 - Donato Marra, funzionario italiano
- 1940 - Fred Miller, giocatore di football americano statunitense († 2023)
- 1940 - Dennis Tito, imprenditore e astronauta statunitense
- 1940 - Petăr Veličkov, calciatore bulgaro († 1993)
- 1941 - Earl Boen, attore e doppiatore statunitense († 2023)
- 1941 - Georges Heylens, allenatore di calcio e ex calciatore belga
- 1941 - Emiliano Jimenez Hernandez, teologo spagnolo († 2007)
- 1941 - Rosemary Lassig, nuotatrice australiana († 2017)
- 1941 - Fazile Hanimsultan, principessa egiziana († 2024)
- 1941 - Ravilja Salimova, cestista sovietica († 2019)
- 1941 - Hans-Jürgen Tögel, regista tedesco
- 1942 - Sergio Cola, politico italiano
- 1942 - Giannetto De Rossi, truccatore, regista e effettista italiano († 2021)
- 1942 - Anikó Ducza, ex ginnasta ungherese
- 1942 - Edward Fender, slittinista polacco († 2021)
- 1942 - Tory Ann Fretz, ex tennista statunitense
- 1942 - John Gustafson, bassista e cantante britannico († 2014)
- 1942 - John Paul Meier, biblista e presbitero statunitense († 2022)
- 1942 - Tommaso Pompei, dirigente d'azienda italiano
- 1943 - Daniel Börtz, compositore svedese
- 1943 - Brooke Bundy, attrice statunitense
- 1943 - Enzo Carra, giornalista e politico italiano († 2023)
- 1943 - Jim Dunnigan, autore di giochi statunitense
- 1943 - Joe Isaac, ex cestista e allenatore di pallacanestro statunitense
- 1943 - Sandy Pearlman, produttore discografico statunitense († 2016)
- 1943 - Esma Redžepova, cantante macedone († 2016)
- 1943 - Peter Stubbe, allenatore di calcio tedesco
- 1943 - Mario Tassone, politico italiano
- 1944 - Peter Biziou, direttore della fotografia britannico
- 1944 - Derib, fumettista svizzero
- 1944 - Bill Hewitt, ex cestista statunitense
- 1944 - John Holmes, attore pornografico statunitense († 1988)
- 1944 - Matina Karra, attrice, doppiatrice e conduttrice televisiva greca
- 1944 - Bernard Ménez, attore, cantante e regista francese
- 1944 - Nicola Pugliese, scrittore italiano († 2012)
- 1944 - John Renbourn, chitarrista e compositore britannico († 2015)
- 1944 - Robert Smith, dirigente d'azienda scozzese
- 1944 - Andy Surdi, cantautore e polistrumentista italiano
- 1944 - Mugihito, doppiatore e attore giapponese
- 1945 - Nunzio Cavazza, calciatore italiano († 2008)
- 1945 - Massimo Dapporto, attore, doppiatore e dialoghista italiano
- 1945 - Julie Anne Robinson, regista britannica
- 1945 - Grazia Zuffa, politica, psicologa e saggista italiana († 2025)
- 1946 - Václav Benda, attivista e matematico ceco († 1999)
- 1946 - Beryl Cunningham, attrice, cantante e conduttrice televisiva giamaicana († 2020)
- 1946 - Franco Dani, attore e cantante italiano
- 1946 - Jean-Claude Désir, ex calciatore haitiano
- 1946 - Vincenzo Fontana, architetto e storico dell'architettura italiano
- 1946 - Donald Garstang, storico dell'arte statunitense († 2007)
- 1946 - Ralph Gonsalves, politico sanvincentino
- 1946 - Peter Honess, montatore britannico
- 1946 - Juan Pons, baritono spagnolo
- 1946 - Ed Schafer, politico statunitense
- 1946 - Dragutin Šurbek, tennistavolista croato († 2018)
- 1946 - Frans Weisglas, diplomatico, funzionario e politico olandese
- 1946 - Carolyn Wheat, scrittrice statunitense
- 1946 - Sergio Zanatta, ex calciatore canadese
- 1947 - Kōstas Athanasopoulos, ex calciatore greco
- 1947 - Franco Biondi, scrittore italiano
- 1947 - Ken Dryden, ex hockeista su ghiaccio, dirigente sportivo e politico canadese
- 1947 - Anbjørn Ekeland, ex calciatore norvegese
- 1947 - Kujtim Laro, compositore albanese († 2004)
- 1947 - Corinto Marchini, politico italiano
- 1947 - Philip Nitschke, medico australiano
- 1947 - Willie Norwood, ex cestista statunitense
- 1947 - Lucia Pavin, cuoca italiana
- 1947 - Eddy Peelman, ex ciclista su strada olandese
- 1947 - Ben Sombogaart, regista e sceneggiatore olandese
- 1947 - Peter Stewart, ex mezzofondista britannico
- 1947 - Orazio Stracuzzi, attore italiano
- 1947 - Péter Szőke, tennista ungherese († 2022)
- 1947 - Albert Vanucci, calciatore francese († 2025)
- 1947 - Larry Wilcox, attore statunitense
- 1948 - Rasim Balayev, attore e doppiatore azero
- 1948 - Tibor Cservenyák, ex pallanuotista ungherese
- 1948 - Jean-Pierre Dedieu, storico francese
- 1948 - Akira Matsunaga, ex calciatore giapponese
- 1948 - Massimo Migliorini, ex calciatore italiano
- 1948 - Givanildo Oliveira, allenatore di calcio e ex calciatore brasiliano
- 1948 - Viktor Georgievič Pugačëv, aviatore sovietico
- 1948 - Agata Ruscica, giornalista e attivista italiana
- 1948 - Svetlana Evgen'evna Savickaja, cosmonauta e politica sovietica
- 1948 - Emilio Pérez Touriño, politico spagnolo
- 1948 - Richard Tuggle, sceneggiatore e regista statunitense
- 1948 - Germano Valsecchi, pugile italiano († 2023)
- 1948 - Anders Wejryd, arcivescovo luterano svedese
- 1949 - Keith Carradine, attore e cantante statunitense
- 1949 - Ray Dalio, imprenditore statunitense
- 1949 - Rory Hayes, fumettista statunitense († 1983)
- 1949 - Roger Legeay, dirigente sportivo e ex ciclista su strada francese
- 1949 - Ricardo Londoño, pilota automobilistico colombiano († 2009)
- 1949 - Matti ja Teppo, musicista finlandese
- 1949 - Bernadette Rauter, ex sciatrice alpina austriaca
- 1949 - Antonia Santilli, attrice italiana
- 1949 - Brian Sipe, ex giocatore di football americano statunitense
- 1949 - Anatolij Zinčenko, ex calciatore sovietico
- 1950 - Lucia Annunziata, politica, giornalista e conduttrice televisiva italiana
- 1950 - Martine Aubry, funzionaria e politica francese
- 1950 - Filippo Bettini, critico letterario, storico della letteratura e italianista italiano († 2012)
- 1950 - Fabrizio Dragosei, giornalista italiano
- 1950 - Sarah Dunant, scrittrice inglese
- 1950 - Willie Hall, batterista statunitense
- 1950 - Tor Egil Johansen, ex calciatore norvegese
- 1950 - Lucjan Lis, ciclista su strada polacco († 2015)
- 1950 - Phil Parkes, ex calciatore inglese
- 1950 - Mutulu Shakur, attivista statunitense († 2023)
- 1951 - Les Binks, batterista britannico († 2025)
- 1951 - Martin Brest, regista, sceneggiatore e produttore cinematografico statunitense
- 1951 - Louis van Gaal, dirigente sportivo, allenatore di calcio e ex calciatore olandese
- 1951 - Irv Kiffin, ex cestista statunitense
- 1951 - Mohamed Morsi, politico egiziano († 2019)
- 1951 - Mamoru Oshii, scrittore e regista giapponese
- 1951 - Antonio Varsori, storico italiano
- 1952 - Brigitte Ahrenholz, canottiera tedesca († 2018)
- 1952 - Anton Fig, batterista statunitense
- 1952 - Jostein Gaarder, scrittore e filosofo norvegese
- 1952 - Abdul Reza Majdpour, pallanuotista iraniano
- 1952 - Kieran O'Reilly, arcivescovo cattolico irlandese
- 1952 - Elvi Pianca, allenatore di calcio e ex calciatore italiano
- 1952 - Walter Pistarini, scrittore e saggista italiano
- 1952 - Stanislav Seman, ex calciatore cecoslovacco
- 1952 - Carsten Peter Thiede, storico e papirologo tedesco († 2004)
- 1953 - Lloyd Austin, generale e politico statunitense
- 1953 - Rolf Beilschmidt, ex altista tedesco orientale
- 1953 - Daniel A. Dombrowski, filosofo statunitense
- 1953 - Nigel Mansell, ex pilota automobilistico britannico
- 1953 - Chiara Moretti, attrice italiana († 2023)
- 1953 - Don Most, attore, doppiatore e umorista statunitense
- 1953 - Aleksandr Podrabinek, giornalista e attivista russo
- 1954 - Bo Ellis, ex cestista e allenatore di pallacanestro statunitense
- 1954 - Kengo Kuma, architetto giapponese
- 1954 - Dragiša Pešić, politico montenegrino († 2016)
- 1954 - Ada Vigliani, traduttrice e germanista italiana
- 1954 - Angelo Vulpiani, fisico e saggista italiano
- 1954 - Yu Jian, poeta, critico letterario e regista cinese
- 1955 - Marco Bernardi, regista e direttore teatrale italiano
- 1955 - Tony DiLeo, ex cestista, allenatore di pallacanestro e dirigente sportivo statunitense
- 1955 - Mark Harris, tastierista, arrangiatore e compositore statunitense
- 1955 - Dominique Meyer, economista e direttore teatrale francese
- 1955 - Leonardo Muraro, politico italiano
- 1955 - Barbara Petzold, ex fondista tedesca
- 1955 - Herbert Prohaska, ex calciatore e allenatore di calcio austriaco
- 1955 - Branscombe Richmond, attore e stuntman statunitense
- 1955 - Jiří Tabák, ex ginnasta cecoslovacco
- 1955 - Renzo Vecchiato, ex cestista e dirigente sportivo italiano
- 1956 - Giovanni Boniolo, filosofo e cestista italiano
- 1956 - Chris Foreman, chitarrista britannico
- 1956 - Jorge Larrañaga, avvocato e politico uruguaiano († 2021)
- 1956 - Massimo Picozzi, psichiatra, criminologo e scrittore italiano
- 1956 - Fulvio Polesello, ex cestista e allenatore di pallacanestro italiano
- 1956 - Cecilia Roth, attrice argentina
- 1956 - Miloš Šestić, ex calciatore jugoslavo
- 1956 - Lena Stolze, attrice tedesca
- 1956 - Andrej Viktorovič Tanasevič, aracnologo russo
- 1956 - Nathan Wang, compositore e direttore d'orchestra statunitense
- 1957 - Hervé Dubuisson, ex cestista e allenatore di pallacanestro francese
- 1957 - Gino Hernandez, wrestler statunitense († 1986)
- 1957 - Rainer Jarohs, dirigente sportivo e ex calciatore tedesco orientale
- 1957 - Stepan Jurčyšyn, calciatore e allenatore di calcio sovietico († 2025)
- 1957 - Howie Kelsey, ex cestista canadese
- 1957 - Stefano Mainetti, compositore e direttore d'orchestra italiano
- 1957 - Ismaïla Manga, artista senegalese († 2015)
- 1957 - Esmail Qaani, generale iraniano
- 1957 - Roberto Antonio Rojas, ex calciatore cileno
- 1957 - Andrzej Siemieniewski, vescovo cattolico polacco
- 1957 - Franco Sovilla, giocatore di curling italiano
- 1957 - Carlos Trucco, allenatore di calcio e ex calciatore argentino
- 1958 - Mario Cognigni, dirigente sportivo italiano
- 1958 - Deborah Conway, cantautrice, chitarrista e attrice australiana
- 1958 - David M. Friedman, avvocato e diplomatico statunitense
- 1958 - Valerio Held, fumettista italiano
- 1958 - Mauro Maur, trombettista italiano
- 1958 - Andrea Meneghin, ex bobbista italiano
- 1958 - Diana Mondino, economista, docente e politica argentina
- 1958 - Peter Nilsson, ex calciatore svedese
- 1958 - Akihiro Nishimura, allenatore di calcio e ex calciatore giapponese
- 1958 - Miroslav Ouzký, politico ceco
- 1958 - Nigel Spink, ex calciatore e allenatore di calcio inglese
- 1959 - Stefano Cuoghi, allenatore di calcio e ex calciatore italiano
- 1959 - Mario Faber, ex calciatore e ex giocatore di calcio a 5 olandese
- 1959 - Leonid Grigor'evič Judasin, scacchista statunitense
- 1959 - Domenico Kappler, politico italiano
- 1959 - Sadeq Khalilian, politico iraniano
- 1959 - Renato Longega, allenatore di calcio italiano
- 1959 - Rubén Paz, allenatore di calcio e ex calciatore uruguaiano
- 1959 - Patrizia Salmoiraghi, doppiatrice, direttrice del doppiaggio e dialoghista italiana
- 1959 - Simon Tortell, calciatore maltese († 2012)
- 1959 - Valerio Varesi, giornalista e scrittore italiano
- 1959 - John Varvatos, stilista statunitense
- 1959 - Ronald Weigel, ex marciatore tedesco
- 1959 - Johnny Welch, comico, attore e scrittore messicano
- 1959 - Abd al-Aziz bin Salman bin Muhammad Al Sa'ud, principe, funzionario e imprenditore saudita
- 1960 - Paola Boldrini, politica italiana
- 1960 - Paco Clos, allenatore di calcio e ex calciatore spagnolo
- 1960 - Gabriele Comeglio, sassofonista, arrangiatore e direttore d'orchestra italiano
- 1960 - Ralf König, fumettista e scrittore tedesco
- 1960 - Ulrich Maly, politico tedesco
- 1960 - Paolo Pezzi, arcivescovo cattolico italiano
- 1960 - Ri Ryong-Nam, politico nordcoreano
- 1961 - Amir Bino, ex cestista israeliano
- 1961 - The Edge, chitarrista, cantante e tastierista britannico
- 1961 - Luciano Fadiga, neuroscienziato italiano
- 1961 - John Thomas Folda, vescovo cattolico statunitense
- 1961 - Ron Klain, funzionario e politico statunitense
- 1961 - Bruce Matthews, allenatore di football americano e ex giocatore di football americano statunitense
- 1961 - Rikki Rockett, batterista statunitense
- 1961 - Riccardo Turrini Vita, ex magistrato italiano
- 1961 - Simon Weston, attivista e scrittore britannico
- 1962 - Damian Halata, allenatore di calcio e ex calciatore tedesco orientale
- 1962 - Kool Moe Dee, rapper statunitense
- 1962 - Ralph Rieckermann, bassista tedesco
- 1962 - Michele Russo, attore e regista italiano
- 1962 - Gianluca Santopietro, autore di giochi, direttore artistico e grafico italiano
- 1962 - Andrej Savel'ev, politico russo
- 1962 - Zsolt Semjén, politico ungherese
- 1962 - Oliver Stokowski, attore tedesco
- 1962 - Peter Zeidler, allenatore di calcio tedesco
- 1963 - Danilo Coppe, divulgatore scientifico e autore televisivo italiano
- 1963 - Emmanuelle Debever, attrice francese († 2023)
- 1963 - Rika Fukami, doppiatrice giapponese
- 1963 - Omicidio di Gabriel Grüner e Volker Krämer, giornalista italiano († 1999)
- 1963 - Ola-dele Kuku, architetto e artista nigeriano
- 1963 - Igor' Lapšin, ex triplista bielorusso
- 1963 - Carol Lewis, ex lunghista statunitense
- 1963 - Salvino Marinelli, ex calciatore belga
- 1963 - Ron Mattes, ex giocatore di football americano statunitense
- 1963 - Emi Shinohara, doppiatrice giapponese († 2024)
- 1963 - Jon Turteltaub, regista, produttore cinematografico e produttore televisivo statunitense
- 1964 - Jens Carlowitz, ex velocista tedesco
- 1964 - Giuseppe Conte, politico e avvocato italiano
- 1964 - Klaus Ebner, scrittore, saggista e poeta austriaco
- 1964 - Elisabeta Guzganu-Tufan, ex schermitrice rumena
- 1964 - Nicolae Juravschi, ex canoista sovietico
- 1964 - Mira Lesmana, produttrice cinematografica, sceneggiatrice e regista indonesiana
- 1964 - Jan Josef Liefers, attore, cantante e musicista tedesco
- 1964 - Cedric Miller, ex cestista bahamense
- 1965 - El Hefe, chitarrista e trombettista statunitense
- 1965 - Ornella Della Libera, scrittrice italiana
- 1965 - Annibale Pavone, attore italiano
- 1965 - Margarita Rosa de Francisco, attrice, cantante e conduttrice televisiva colombiana
- 1966 - Francesco Becchetti, imprenditore italiano
- 1966 - Chris Eubank, ex pugile britannico
- 1966 - Veronica Falcón, attrice e coreografa messicana
- 1966 - Frédéricque Goporo, ex cestista e allenatore di pallacanestro centrafricano
- 1966 - Mohiro Kitō, fumettista giapponese
- 1966 - Patrice Lhotellier, ex schermidore francese
- 1966 - Maurizio Parafioriti, produttore discografico italiano
- 1967 - Yūki Amami, attrice e doppiatrice giapponese
- 1967 - Stefan Andersson, cantante svedese
- 1967 - Marcelo Balboa, ex calciatore statunitense
- 1967 - Branko Brnović, allenatore di calcio e ex calciatore montenegrino
- 1967 - Pierluigi Cappello, poeta italiano († 2017)
- 1967 - Shane Gaalaas, batterista britannico
- 1967 - Francesco Giorgino, giornalista e conduttore televisivo italiano
- 1967 - Óscar Ibáñez, allenatore di calcio e ex calciatore argentino
- 1967 - Raúl Mederos, allenatore di calcio cubano
- 1967 - Florin Motroc, allenatore di calcio e ex calciatore rumeno
- 1967 - Uche Okafor, calciatore nigeriano († 2011)
- 1967 - Luciana Ottaviani, ex modella, attrice e showgirl italiana
- 1967 - Sable, ex wrestler e ex modella statunitense
- 1967 - Lee Unkrich, regista, montatore e sceneggiatore statunitense
- 1968 - Lorenzo Bianchini, sceneggiatore e regista cinematografico italiano
- 1968 - Gheorghe Crețu, allenatore di pallavolo e ex pallavolista rumeno
- 1968 - Julian Dicks, allenatore di calcio e ex calciatore inglese
- 1968 - Marco Grassi, ex calciatore svizzero
- 1968 - Jimmy Jean-Louis, attore e modello haitiano
- 1968 - Florin Prunea, ex calciatore rumeno
- 1969 - Luca Cristofani, allenatore di pallavolo italiano
- 1969 - Adrian Delia, politico e avvocato maltese
- 1969 - Vegard Hansen, allenatore di calcio e calciatore norvegese
- 1969 - Patrick van Leeuwen, allenatore di calcio e ex calciatore olandese
- 1969 - Davide Lorenzini, tuffatore italiano
- 1969 - Roger Nilsen, allenatore di calcio e ex calciatore norvegese
- 1969 - Petra Thorén, ex tennista finlandese
- 1969 - Wang Fei, cantante e attrice cinese
- 1969 - Steve Wilks, ex giocatore di football americano e allenatore di football americano statunitense
- 1970 - Trev Alberts, ex giocatore di football americano statunitense
- 1970 - Simone Annicchiarico, conduttore televisivo italiano
- 1970 - Pascal Duquenne, attore belga
- 1970 - Rónald González, allenatore di calcio e ex calciatore costaricano
- 1970 - Abdellah Karroum, critico d'arte e editore marocchino
- 1970 - Lee Ki-bum, ex calciatore sudcoreano
- 1970 - José Francisco Molina, allenatore di calcio e ex calciatore spagnolo
- 1970 - Lambert Sonna Momo, informatico svizzero
- 1970 - Jennifer Simard, attrice statunitense
- 1970 - Sheila Stone, attrice pornografica italiana
- 1970 - Karel Vácha, allenatore di calcio e ex calciatore ceco
- 1970 - Chester Williams, rugbista a 15 e allenatore di rugby a 15 sudafricano († 2019)
- 1971 - Maurice Beyina, ex cestista e allenatore di pallacanestro francese
- 1971 - Egidio Ingrosso, allenatore di calcio e ex calciatore italiano
- 1971 - Helene Jarmer, avvocato e politico austriaca
- 1971 - Valerij Min'ko, allenatore di calcio e ex calciatore russo
- 1971 - Walter Skurko, allenatore di calcio a 5 e ex giocatore di calcio a 5 uruguaiano
- 1971 - Ken'ichi Sugano, ex calciatore giapponese
- 1972 - Mauro Biello, allenatore di calcio e ex calciatore canadese
- 1972 - Saeed Karimian, imprenditore iraniano († 2017)
- 1972 - László Kiss, astronomo ungherese
- 1972 - Axel Merckx, dirigente sportivo e ex ciclista su strada belga
- 1972 - Tatsuya Murata, ex calciatore giapponese
- 1972 - Éric Poujade, ginnasta francese († 2024)
- 1972 - Branko Savić, ex calciatore serbo
- 1972 - Daniela Tavalazzi, allenatrice di calcio e ex calciatrice italiana
- 1973 - Lars Carlsson, ex fondista svedese
- 1973 - Garth Joseph, ex cestista dominicense
- 1973 - Gustavo Lillo, ex calciatore argentino
- 1973 - Senta Moses, attrice statunitense
- 1973 - Laurent Sciarra, ex cestista e allenatore di pallacanestro francese
- 1973 - Scott Stapp, cantautore e filantropo statunitense
- 1973 - Lajos Szűcs, allenatore di calcio e ex calciatore ungherese
- 1973 - Abdellah Taïa, scrittore, regista e sceneggiatore marocchino
- 1973 - Mark Wills, cantautore statunitense
- 1974 - Manjul Bhargava, matematico canadese
- 1974 - Sandro Ceppolino, ex rugbista a 15 italiano
- 1974 - Enzo Cilenti, attore britannico
- 1974 - Preta Gil, cantante, attrice e attivista brasiliana († 2025)
- 1974 - Marek Papszun, allenatore di calcio polacco
- 1974 - Ruggero Pertile, ex maratoneta italiano
- 1974 - Andy Priaulx, pilota automobilistico britannico
- 1974 - Marc-Angelo Soumah, ex giocatore di football americano francese
- 1974 - Kohl Sudduth, attore statunitense
- 1974 - Alessandro Valia, pilota motociclistico italiano
- 1975 - Samir Boughanem, allenatore di calcio e ex calciatore marocchino
- 1975 - Lorenzo Civallero, marciatore italiano
- 1975 - Babaman, cantante e rapper italiano
- 1975 - Ardian Dashi, ex calciatore albanese
- 1975 - Stephanie Kellner, attrice, doppiatrice e conduttrice radiofonica tedesca
- 1975 - Ross Nicholson, ex calciatore neozelandese
- 1975 - Supriyono Paimin, ex calciatore indonesiano
- 1975 - Matt Shakman, regista e attore statunitense
- 1975 - Silvia Tagliacarne, ex calciatrice italiana
- 1975 - Makoto Tanaka, ex calciatore giapponese
- 1975 - Federico Todeschini, ex rugbista a 15 argentino
- 1975 - Jason Weir-Smith, ex tennista sudafricano
- 1975 - Ekaterina Zaharieva, politica e avvocata bulgara
- 1976 - Abdullah Al-Karni, ex calciatore saudita
- 1976 - Horațiu Bădiță, nuotatore rumeno († 2014)
- 1976 - Alex Chalk, politico britannico
- 1976 - JC Chasez, cantante, produttore discografico e personaggio televisivo statunitense
- 1976 - Tawny Cypress, attrice statunitense
- 1976 - Olivier Monterrubio, ex calciatore francese
- 1976 - Antón Paz, velista spagnolo
- 1976 - Aleksandar Radojević, ex cestista bosniaco
- 1976 - Hans Erik Ramberg, ex calciatore norvegese
- 1976 - Kristian Sørli, ex calciatore e allenatore di calcio norvegese
- 1976 - Naoki Takahashi, ex calciatore giapponese
- 1976 - Nigél Thatch, attore statunitense
- 1976 - Stian Thomassen, ex calciatore norvegese
- 1977 - Kunle Adejuyigbe, ex velocista nigeriano
- 1977 - Marsha Ambrosius, cantautrice inglese
- 1977 - Clemerson de Araújo Soares, ex calciatore brasiliano
- 1977 - Simone Baldasseroni, pallavolista italiano
- 1977 - Anthony Becht, ex giocatore di football americano statunitense
- 1977 - Michael Chernus, attore statunitense
- 1977 - Marílson Gomes dos Santos, maratoneta e mezzofondista brasiliano
- 1977 - Tommy Ingebrigtsen, ex saltatore con gli sci norvegese
- 1977 - Riccardo Masini, giocatore di biliardo italiano († 2005)
- 1977 - Daniel Moreira, ex calciatore francese
- 1977 - Szilárd Németh, ex calciatore slovacco
- 1977 - Christian Oberstolz, ex slittinista italiano
- 1977 - Darwin Peña, calciatore boliviano
- 1977 - Romain Pitau, allenatore di calcio e ex calciatore francese
- 1977 - Lindsay Sloane, attrice statunitense
- 1977 - Catello Vitiello, politico italiano
- 1977 - Alexander Viveros, ex calciatore colombiano
- 1977 - Nicolas Vogondy, ex ciclista su strada francese
- 1978 - Alexander Bugera, ex calciatore tedesco
- 1978 - Natasha De Troyer, ex sciatrice alpina belga
- 1978 - František Dřížďal, ex calciatore ceco
- 1978 - Laura Esposto, conduttrice televisiva e ex modella italiana
- 1978 - Ștefan Gherghel, ex nuotatore rumeno
- 1978 - Natsuko Kuwatani, doppiatrice giapponese
- 1978 - Alan Maybury, allenatore di calcio e ex calciatore irlandese
- 1978 - Alexander Medina, allenatore di calcio e ex calciatore uruguaiano
- 1978 - Giuseppina Occhionero, avvocata e politica italiana
- 1978 - Brent Rahim, ex calciatore trinidadiano
- 1978 - Louis Saha, ex calciatore francese
- 1978 - Bark Seghiri, ex calciatore francese
- 1978 - Lawrence Sephaka, ex rugbista a 15, allenatore di rugby a 15 e dirigente d'azienda sudafricano
- 1978 - Massamasso Tchangai, calciatore togolese († 2010)
- 1979 - Edita Angyalová, politica slovacca
- 1979 - William Avery, ex cestista statunitense
- 1979 - Benjamin Boyet, rugbista a 15 e conduttore radiofonico francese
- 1979 - Awa Doumbia, ex cestista senegalese
- 1979 - Daniel Gabbidon, ex calciatore gallese
- 1979 - Helbert Frederico Carreiro da Silva, ex calciatore brasiliano
- 1979 - Randy Holcomb, ex cestista statunitense
- 1979 - Bryan Hymel, tenore statunitense
- 1979 - Aljaksandar Jurėvič, ex calciatore bielorusso
- 1979 - Rashard Lewis, ex cestista statunitense
- 1979 - Samir Subash Naik, ex calciatore e allenatore di calcio indiano
- 1979 - Iisa, cantante finlandese
- 1979 - Guðjón Valur Sigurðsson, ex pallamanista e allenatore di pallamano islandese
- 1979 - Yuliseny Soria, ex cestista cubana
- 1979 - Keiji Yoshimura, ex calciatore giapponese
- 1980 - Luca Agamennoni, canottiere italiano
- 1980 - Sjarhej Amel'jančuk, ex calciatore bielorusso
- 1980 - Shayna Baszler, wrestler e ex artista marziale mista statunitense
- 1980 - Borut Božič, dirigente sportivo e ex ciclista su strada sloveno
- 1980 - Dorian Bylykbashi, ex calciatore albanese
- 1980 - Annett Böhm, ex judoka tedesca
- 1980 - Alessandro Conti, cantante italiano
- 1980 - Matthew Kemp, ex calciatore australiano
- 1980 - Sabine Klaschka, ex tennista tedesca
- 1980 - Dario Kostović, ex hockeista su ghiaccio croato
- 1980 - Seiichirō Maki, ex calciatore giapponese
- 1980 - Héctor Manzano, ex cestista spagnolo
- 1980 - Roberto Moncalvo, imprenditore italiano
- 1980 - Yelvany Rose, ex calciatore seychellese
- 1980 - Ramzi Saleh, ex calciatore egiziano
- 1980 - Nat Sanders, montatore statunitense
- 1980 - Tobias Santelmann, attore norvegese
- 1980 - Victor Sintès, schermidore francese
- 1980 - Andra Staugaitienė, cestista lituana
- 1980 - Bertin Tomou, ex calciatore camerunese
- 1980 - Michael Urie, attore statunitense
- 1981 - Vanessa Amorosi, cantautrice australiana
- 1981 - Carla Buttarazzi, attrice italiana
- 1981 - Roberto De Feo, regista e sceneggiatore italiano
- 1981 - Michael Doyle, allenatore di calcio e ex calciatore irlandese
- 1981 - Roger Federer, ex tennista svizzero
- 1981 - Meagan Good, attrice statunitense
- 1981 - Kaori Iida, cantante e attrice giapponese
- 1981 - Valerie LaPointe, regista, sceneggiatrice e animatrice statunitense
- 1981 - Céline Maclot, ex cestista belga
- 1981 - Kaizer Motaung Junior, ex calciatore sudafricano
- 1981 - Simge, cantante turca
- 1981 - Mirnes Šišić, ex calciatore sloveno
- 1981 - Harel Skaat, cantante israeliano
- 1981 - Maria Ylipää, attrice e cantante finlandese
- 1982 - Matthew Brown, ex giocatore di baseball statunitense
- 1982 - Jorge Luís Clavelo, calciatore cubano
- 1982 - Viktor Fasth, hockeista su ghiaccio svedese
- 1982 - David Florence, canoista britannico
- 1982 - Enrico Franzoi, ciclocrossista, ciclista su strada e mountain biker italiano
- 1982 - Brandon Gay, ex cestista statunitense
- 1982 - Vladimir Grigor'ev, pattinatore di short track ucraino
- 1982 - Chris Lake, disc jockey scozzese
- 1982 - Raef, cantante statunitense
- 1982 - Yūta Watase, ex saltatore con gli sci giapponese
- 1982 - Yuri de Souza, ex calciatore brasiliano
- 1983 - Tony Binetti, ex cestista statunitense
- 1983 - Guy Burnet, attore britannico
- 1983 - Alexandra Coletti, ex sciatrice alpina italiana
- 1983 - Ivana Ðerisilo, pallavolista serba
- 1983 - Steinar Guvåg, ex calciatore e giocatore di calcio a 5 norvegese
- 1983 - José Luis Jiménez, calciatore cileno
- 1983 - Hitomi Kanehara, scrittrice giapponese
- 1983 - Oskars Kļava, ex calciatore lettone
- 1983 - Bastian Knittel, ex tennista tedesco
- 1983 - Nuza Kuchianidze, attrice georgiana
- 1983 - Kurt Maflin, giocatore di snooker inglese
- 1983 - Bojan Markoski, ex calciatore macedone
- 1983 - Vittorio Jahyn Parrinello, pugile italiano
- 1983 - Fausto Pinto, ex calciatore messicano
- 1983 - Abubakari Yahuza, ex calciatore ghanese
- 1984 - Kirk Broadfoot, calciatore scozzese
- 1984 - Brenda Gandini, attrice e modella argentina
- 1984 - Cvetan Genkov, calciatore bulgaro
- 1984 - Will Hatcher, ex cestista statunitense
- 1984 - Ngasanya Ilongo, calciatore della Repubblica Democratica del Congo
- 1984 - Matej Jurčo, ex ciclista su strada slovacco
- 1984 - Gorana Maričić, pallavolista serba
- 1984 - Devon McTavish, ex calciatore statunitense
- 1984 - Norbert Michelisz, pilota automobilistico ungherese
- 1984 - Arrate Orueta, calciatrice spagnola
- 1984 - Pedro Queirós, ex calciatore portoghese
- 1984 - José Vizcarra, ex calciatore argentino
- 1985 - Wiyam Amashe, calciatore israeliano
- 1985 - Ferenc Berkes, scacchista ungherese
- 1985 - Martin Blaha, calciatore ceco
- 1985 - Antonino Bonvissuto, ex calciatore italiano
- 1985 - Moses Chavula, ex calciatore malawiano
- 1985 - Sabrina Crognale, ex pentatleta italiana
- 1985 - Vïtalïý Evstïgneyev, calciatore kazako
- 1985 - Toby Flood, rugbista a 15 e allenatore di rugby a 15 inglese
- 1985 - Elisa Frisoni, ex pistard italiana
- 1985 - William Granda, cestista cubano
- 1985 - Ryan Koolwijk, ex calciatore surinamese
- 1985 - Marinko Matosevic, allenatore di tennis e ex tennista croato
- 1985 - Yorman Polas, cestista cubano
- 1985 - Sebastiano Ranfagni, ex nuotatore italiano
- 1985 - Ali Hussein Rehema, calciatore iracheno
- 1985 - Webb Simpson, golfista statunitense
- 1985 - Lenford Singh, calciatore britannico
- 1985 - John Sullivan, giocatore di football americano statunitense
- 1985 - Anita Włodarczyk, martellista polacca
- 1985 - Linda van Impelen, sciatrice alpina olandese
- 1986 - Kateryna Bondarenko, tennista ucraina
- 1986 - Federica Cacciola, attrice, scrittrice e personaggio televisivo italiana
- 1986 - Neri Cardozo, ex calciatore argentino
- 1986 - Jackie Cruz, attrice, cantante e ex modella dominicana
- 1986 - Alharbi El Jadeyaoui, ex calciatore francese
- 1986 - Pierre Garçon, ex giocatore di football americano statunitense
- 1986 - Dalpre Grayer, attore statunitense
- 1986 - Kasper Hämäläinen, ex calciatore finlandese
- 1986 - Peyton List, attrice statunitense
- 1986 - Antonio Maggio, cantautore italiano
- 1986 - Huriana Manuel, rugbista a 15 e allenatrice di rugby a 15 neozelandese
- 1986 - Mao Jianqing, ex calciatore cinese
- 1986 - Mark Parsons, allenatore di calcio inglese
- 1986 - Dmytro Pyškov, lottatore ucraino
- 1986 - Diego Rodríguez Da Luz, allenatore di calcio e ex calciatore uruguaiano
- 1986 - Ljubomir Stevanović, calciatore serbo
- 1986 - Charlotte Stokely, attrice pornografica statunitense
- 1986 - Charles-Édouard Yachvili, rugbista a 15 francese
- 1987 - Darkhan Assadilov, karateka kazako
- 1987 - Pierre Boulanger, attore francese
- 1987 - Joe Gacy, wrestler statunitense
- 1987 - Mădălina Diana Ghenea, modella e attrice rumena
- 1987 - Reggie Holmes, ex cestista statunitense
- 1987 - Katie Leung, attrice scozzese
- 1987 - Tatjana Maria, tennista tedesca
- 1987 - Petter Menning, canoista svedese
- 1987 - Carlyle Mitchell, calciatore trinidadiano
- 1987 - Caleb Moore, sportivo statunitense († 2013)
- 1987 - María Pina, cestista spagnola
- 1987 - Jenn Proske, attrice canadese
- 1987 - Peter Stetina, ex ciclista su strada statunitense
- 1987 - Alessandro Vinci, ex calciatore italiano
- 1988 - Beatrice di York, principessa britannica
- 1988 - Flavia Bujor, scrittrice francese
- 1988 - Niels De Schutter, ex calciatore belga
- 1988 - Roberto Dias Correia Filho, calciatore brasiliano
- 1988 - Salvatore Foti, allenatore di calcio e ex calciatore italiano
- 1988 - Danilo Gallinari, cestista italiano
- 1988 - Mandy Islacker, calciatrice tedesca
- 1988 - Elena Kotul'skaja, mezzofondista russa
- 1988 - Veer Mahaan, wrestler e ex giocatore di baseball indiano
- 1988 - Bruno Mezenga, calciatore brasiliano
- 1988 - Raymar Morgan, cestista statunitense
- 1988 - Patrick Ochan, calciatore ugandese
- 1988 - Orlin Orlinov, ex calciatore bulgaro
- 1988 - Glencora Ralph, pallanuotista australiana
- 1988 - Ricardo Alves Pereira, ex calciatore brasiliano
- 1988 - Igor Ristivojević, calciatore serbo
- 1988 - Matías Martín Rubio, ex calciatore cileno
- 1988 - Guendalina Sartori, arciera italiana
- 1988 - Oscar Sinela, attore spagnolo
- 1988 - Mohamadou Sissoko, ex calciatore francese
- 1988 - Laura Slade Wiggins, attrice e cantante statunitense
- 1988 - Igor' Smol'nikov, ex calciatore russo
- 1988 - Vytautas Šulskis, cestista lituano
- 1988 - Yūdai Tanaka, ex calciatore giapponese
- 1988 - Marco Tumler, ex sciatore alpino svizzero
- 1988 - Egidijus Vaitkūnas, calciatore lituano
- 1988 - J'Marcus Webb, giocatore di football americano statunitense
- 1988 - Xu Yifan, tennista cinese
- 1988 - Éverton Lopes, pugile brasiliano
- 1989 - Kenny Baumann, attore statunitense
- 1989 - Zuzanna Efimienko, pallavolista polacca
- 1989 - Scotty Hopson, cestista statunitense
- 1989 - Sesil Karatančeva, tennista bulgara
- 1989 - Thomas Kind Bendiksen, calciatore norvegese
- 1989 - Karol Kłos, pallavolista polacco
- 1989 - Hannah Miley, ex nuotatrice britannica
- 1989 - Takuya Murayama, ex calciatore giapponese
- 1989 - Anthony Rizzo, giocatore di baseball statunitense
- 1989 - Taras Stepanenko, calciatore ucraino
- 1989 - Jay Threatt, cestista statunitense
- 1989 - Riccardo Truccolo, cestista italiano
- 1989 - Joaquín Tuculet, rugbista a 15 argentino
- 1989 - Marija Vrsaljko, ex cestista croata
- 1989 - Marcin Warcholak, calciatore polacco
- 1990 - Vladimír Darida, calciatore ceco
- 1990 - Zack Gibson, wrestler inglese
- 1990 - Ra'Shede Hageman, giocatore di football americano statunitense
- 1990 - Aiysha Hart, attrice britannica
- 1990 - Abel Hernández, calciatore uruguaiano
- 1990 - Alec Kann, calciatore statunitense
- 1990 - Kani Kouyaté, cestista ivoriana
- 1990 - Ivan Ramljak, cestista croato
- 1990 - Magnus Wolff Eikrem, calciatore norvegese
- 1990 - Xu Kaicheng, attore e ballerino cinese
- 1991 - Marta Corredera, calciatrice spagnola
- 1991 - Vasco Costa, calciatore portoghese
- 1991 - Marcel Rømer, calciatore danese
- 1991 - Selina Kuster, ex calciatrice svizzera
- 1991 - David Lazar, calciatore rumeno
- 1991 - Ivan Lendrić, calciatore croato
- 1991 - Renay Malblanche, calciatore cubano
- 1991 - Anton Maresch, ex cestista austriaco
- 1991 - Joël Matip, ex calciatore tedesco
- 1991 - Marco Meilinger, calciatore austriaco
- 1991 - Nélson Oliveira, calciatore portoghese
- 1991 - Inti Pestoni, hockeista su ghiaccio svizzero
- 1991 - Hecters Rivera, pallavolista portoricana
- 1992 - Jean Luc Gbayara Assoubre, calciatore ivoriano
- 1992 - Mushaga Bakenga, ex calciatore norvegese
- 1992 - Houcine Benayada, calciatore algerino
- 1992 - Mërgim Brahimi, calciatore albanese
- 1992 - José Carlos Castillo, ex calciatore guatemalteco
- 1992 - Casey Cott, attore statunitense
- 1992 - Artur Davtjan, ginnasta armeno
- 1992 - Josip Drmić, calciatore svizzero
- 1992 - Henry David López Guerra, ex calciatore guatemalteco
- 1992 - Jeff Louis, calciatore haitiano
- 1992 - Kristine Minde, calciatrice norvegese
- 1992 - Kieffer Moore, calciatore inglese
- 1992 - Andrea Piardi, arbitro di rugby a 15 italiano
- 1992 - Maria Polverino, modella italiana
- 1992 - Darío Suárez, calciatore cubano
- 1992 - Zuvapit Traipornworakit, attrice thailandese
- 1993 - Reza Atri, lottatore iraniano
- 1993 - Khalid Aucho, calciatore ugandese
- 1993 - Julien Bègue, calciatore francese
- 1993 - Blake Countess, giocatore di football americano statunitense
- 1993 - Roman Debelko, ex calciatore ucraino
- 1993 - Daniel Graovac, calciatore bosniaco
- 1993 - Inters Gui, calciatore ivoriano
- 1993 - Devery Jacobs, attrice canadese
- 1993 - Kim In-kyu, pugile sudcoreano
- 1993 - Atuheire Kipson, calciatore ugandese
- 1993 - Florian Lapis, calciatore francese
- 1993 - Vilma Alina, cantante finlandese
- 1993 - Emilie Enger Mehl, giurista e politica norvegese
- 1993 - Chidi Okezie, velocista nigeriano
- 1993 - Andrea Pusateri, paraciclista e triatleta italiano
- 1993 - Jessie Rogers, attrice pornografica brasiliana
- 1993 - Sanja Vučić, cantante serba
- 1994 - Carlos Barreto, pallavolista brasiliano
- 1994 - Mirabai Chanu, sollevatrice indiana
- 1994 - Ruth Chepngetich, maratoneta keniota
- 1994 - Quenton DeCosey, cestista statunitense
- 1994 - Pascal Dion, pattinatore di short track canadese
- 1994 - Joris Kayembe, calciatore belga
- 1994 - Steve Lawson, calciatore togolese
- 1994 - Dallin Leavitt, giocatore di football americano statunitense
- 1994 - Lauv, cantautore e produttore discografico statunitense
- 1994 - Chancel Mbemba, calciatore congolese (Repubblica Democratica del Congo)
- 1994 - Francisco Edson Moreira da Silva, calciatore brasiliano
- 1994 - Alexa Moreno, ginnasta messicana
- 1994 - MacDonald Ngwa Niba, calciatore camerunese
- 1994 - Cameron Payne, cestista statunitense
- 1994 - Mauro Pittón, calciatore argentino
- 1994 - Kalif Raymond, giocatore di football americano statunitense
- 1994 - Jeremy Toljan, calciatore tedesco
- 1994 - Steven van de Velde, giocatore di beach volley olandese
- 1994 - Igor Vujačić, calciatore montenegrino
- 1994 - Carlos Antonio de Souza Júnior, calciatore brasiliano
- 1995 - Lorena Aires, altista uruguaiana
- 1995 - Caleb Antill, canottiere australiano
- 1995 - Jackson Barton, giocatore di football americano statunitense
- 1995 - Carlos Cermeño, calciatore venezuelano
- 1995 - Jack Cleary, canottiere australiano
- 1995 - Daniel Hamilton, cestista statunitense
- 1995 - Bucky Hodges, giocatore di football americano statunitense
- 1995 - Hendrik Jebens, tennista tedesco
- 1995 - Lukas Meisner, cestista tedesco
- 1995 - Anton Odabasi, ex cestista finlandese
- 1995 - Il'ja Poroškin, fondista russo
- 1995 - Giddy Potts, cestista statunitense
- 1995 - Jérôme Prior, calciatore francese
- 1995 - Malin Reitan, cantante norvegese
- 1995 - Netiporn Sanesangkhom, attivista e politica thailandese († 2024)
- 1995 - Brady Skeens, cestista statunitense
- 1995 - Emre Taşdemir, calciatore turco
- 1995 - Ludovico Tersigni, attore italiano
- 1995 - Anthony Walker Jr., giocatore di football americano statunitense
- 1996 - Igor' Bezdenežnych, calciatore russo
- 1996 - Yusneylys Guzmán, lottatrice cubana
- 1996 - Emil Holten, calciatore danese
- 1996 - Clay Johnston, giocatore di football americano statunitense
- 1996 - Stina Lennartsson, calciatrice svedese
- 1996 - Beatrice Mompremier, cestista statunitense
- 1996 - Dylan Osetkowski, cestista statunitense
- 1996 - Raphael Alemão, calciatore brasiliano
- 1996 - Kiko Seike, calciatrice giapponese
- 1996 - Brem Soumaoro, calciatore guineano
- 1996 - Sylla Sow, calciatore olandese
- 1996 - Jarrett Stidham, giocatore di football americano statunitense
- 1996 - A'ja Wilson, cestista statunitense
- 1996 - Syver Wærsted, ex ciclista su strada norvegese
- 1997 - Galatéa Bellugi, attrice francese
- 1997 - Irvin Cardona, calciatore francese
- 1997 - Gawin Caskey, attore e cantante thailandese
- 1997 - José Cotrina, calciatore peruviano
- 1997 - Pape Cheikh Diop, calciatore senegalese
- 1997 - Kyle Duncan, calciatore statunitense
- 1997 - Karim Ezzeddine, cestista libanese
- 1997 - Louise Fleury, calciatrice francese
- 1997 - Tommaso Guariglia, cestista italiano
- 1997 - Filip Jagiełło, calciatore polacco
- 1997 - Cadu, calciatore brasiliano
- 1997 - Kōki Ogawa, calciatore giapponese
- 1997 - Albert Popov, sciatore alpino bulgaro
- 1997 - Antonee Robinson, calciatore statunitense
- 1997 - Theo Rose, cantante, attrice e conduttrice televisiva rumena
- 1997 - Jon Runyan Jr., giocatore di football americano statunitense
- 1997 - Karim Walid, calciatore egiziano
- 1997 - Asimenye Simwaka, velocista e ex calciatrice malawiana
- 1997 - George Steffey, sciatore alpino statunitense
- 1997 - Carlos Taberner, tennista spagnolo
- 1997 - Marija Tolkačëva, ginnasta russa
- 1997 - Panipak Wongpattanakit, taekwondoka thailandese
- 1997 - Andwuelle Wright, lunghista trinidadiano
- 1997 - Scott Wright, calciatore scozzese
- 1997 - Evgenija Šelgunova, ginnasta russa
- 1998 - Geoffrey Blancaneaux, tennista francese
- 1998 - Jvli, produttore discografico, disc jockey e musicista italiano
- 1998 - Charles-Andreas Brym, calciatore canadese
- 1998 - De'Jon Davis, cestista statunitense
- 1998 - Tomás Fernández, calciatore argentino
- 1998 - Ryan García, pugile statunitense
- 1998 - Kameron Hankerson, cestista statunitense
- 1998 - Xavier McKinney, giocatore di football americano statunitense
- 1998 - Shawn Mendes, cantautore, musicista e modello canadese
- 1998 - Eleonora Oliva, calciatrice italiana
- 1998 - Johnstone Omurwa, calciatore keniota
- 1998 - Derrek Pitts, giocatore di football americano statunitense
- 1998 - Lara Prašnikar, calciatrice slovena
- 1998 - Liam Scales, calciatore irlandese
- 1998 - Skaar, cantante norvegese
- 1998 - Cristian Trujillo, calciatore colombiano
- 1999 - Harry Darling, calciatore inglese
- 1999 - Franko Kovačević, calciatore croato
- 1999 - Brendon Leigh, pilota automobilistico britannico
- 1999 - Alfred Mensah, calciatore ghanese
- 1999 - Ville Tikkanen, calciatore finlandese
- 1999 - Luka Velimirović, giocatore di football americano serbo
- 2000 - Félix Auger-Aliassime, tennista canadese
- 2000 - Rodrigo Cabral, calciatore argentino
- 2000 - Decker Dean, saltatore con gli sci statunitense
- 2000 - Chris Donovan, calciatore statunitense
- 2000 - Kōki Morita, calciatore giapponese
- 2000 - Fabio Obermeyr, combinatista nordico austriaco
- 2000 - Zlatan Šehović, calciatore serbo
- 2000 - NaLyssa Smith, cestista statunitense
- 2000 - Ragan Smith, ex ginnasta statunitense

## XXI secolo(38)
- 2001 - Zohra Aghamirova, ginnasta azera
- 2001 - Walter Calzoni, ciclista su strada italiano
- 2001 - Shaun Dimech, calciatore maltese
- 2001 - Arthur Garcia, calciatore brasiliano
- 2001 - Solomon John, calciatore nigeriano
- 2001 - Filip Misolic, tennista austriaco
- 2001 - Rooney Onyango, calciatore keniota
- 2001 - Jackson Page, giocatore di snooker gallese
- 2001 - Peter Pokorný, calciatore slovacco
- 2001 - Ėdgar Sevikjan, calciatore armeno
- 2001 - Malick Thiaw, calciatore tedesco
- 2001 - Tyler Toland, calciatrice irlandese
- 2001 - Tseng Chun-hsin, tennista taiwanese
- 2001 - Karólína Lea Vilhjálmsdóttir, calciatrice islandese
- 2001 - Bebe Wood, attrice statunitense
- 2002 - Fisnik Asllani, calciatore kosovaro
- 2002 - Chang Bingyu, giocatore di snooker cinese
- 2002 - Alexander González, calciatore uruguaiano
- 2002 - Nemanja Jović, calciatore bosniaco
- 2002 - Marco Kana, calciatore congolese (Repubblica Democratica del Congo)
- 2002 - Polina Matveeva, pallavolista russa
- 2002 - Nayel Mehssatou, calciatore cileno
- 2002 - Lisa Nyberg, sciatrice alpina svedese
- 2002 - Katie Robinson, calciatrice inglese
- 2002 - KJ Simpson, cestista statunitense
- 2002 - Rodolfo Sulia, calciatore portoricano
- 2003 - Nina Corradini, ex ginnasta italiana
- 2003 - Valentín Gauthier, calciatore uruguaiano
- 2003 - Aleksandr Kovalenko, calciatore russo
- 2003 - Artemijus Tutyškinas, calciatore lituano
- 2003 - Jonas Urbig, calciatore tedesco
- 2004 - Jamie Bynoe-Gittens, calciatore inglese
- 2004 - Moa Granat, ostacolista e velocista svedese
- 2004 - Bar Lin, calciatore israeliano
- 2005 - Alysa Liu, pattinatrice artistica su ghiaccio statunitense
- 2006 - Tidiam Gomis, calciatore francese
- 2007 - Arvid Lindblad, pilota automobilistico britannico
- 2007 - Maša Tomašević, calciatrice montenegrina

## Senza anno specificato(1)
- Yūki, bassista giapponese